# يو إف سي ليلة القتال: إدواردز ضد برادي
يو إف سي ليلة القتال: إدواردز ضد برادي (بالإنجليزية: UFC Fight Night: Edwards vs. Brady) (المعروف أيضًا باسم يو إف سي ليلة القتال 255 ويو إف سي على إي إس بي إن+ 113) هو حدث لفنون القتال المختلطة نظمته يو إف سي، وأُقيم في 22 مارس 2025، على ذا أوه2 أرينا في لندن، إنجلترا.

## الخلفية
كان هذا الحدث بمثابة الزيارة السادسة عشرة للمنظمة إلى لندن والأولى منذ حدث يو إف سي على إي إس بي إن: أسبينال ضد تيبورا في يوليو 2023.
كان من المقرر في الأصل أن تتصدر يتصدر نزال وزن الوشط بين بطل بطل يو إف سي لوزن الوسط السابق ليون إدواردز وجاك ديلا مادالينا الحدث. ومع ذلك، تم سحب ديلا مادالينا من النزال من أجل مواجهة بطل بطل يو إف سي لوزن الوسط الحالي بلال محمد في حدث يو إف سي 315 وتم استبداله بشون برادي.
كان من المقرر إقامة نزال في وزن خفيف الثقيل بين ألونزو مينيفيلد وعمر سي في هذا الحدث. ومع ذلك، انسحب سي من القتال بسبب إصابة، لذا تم نقل مينيفيلد إلى حدث يو إف سي ليلة القتال: سيجودو ضد يادونغ في فبراير ضد الوافد الجديد جوليوس ووكر.
كان من المقرر إقامة نزال في وزن القشة للسيدات بين مولي ماكان وإيستيلا نونيس في هذا الحدث. ومع ذلك، انسحبت نونيس من القتال لأسباب غير معروفة وتم استبدالها بالوافدة الجديدة أليكسيا ثاينارا.

## الجوائز الإضافية
حصل المقاتلون التاليون على مكافآت بقيمة 50 ألف دولار.
- قتال الليلة: لم يتم منح أي مكافأة.
- أداء الليلة: شون برادي، كيفن هولاند، أليكسيا ثينارا، وشونا بانون